# Griebnitzsee
Der schmale, L-förmige Griebnitzsee (von slawisch grib = ‚Pilz‘ und (n)ica = ‚Ort‘) liegt in einer eiszeitlichen Rinne und ist rund drei Kilometer lang. Er grenzt im Norden  an den Berliner Ortsteil Wannsee und im Süden an den Potsdamer Stadtteil Babelsberg. Dort liegt am südlichsten Punkt des Sees der Bahnhof Griebnitzsee am östlichen Ende von Neubabelsberg. Der Griebnitzsee ist Bestandteil der Bundeswasserstraße Teltowkanal; zuständig ist das Wasserstraßen- und Schifffahrtsamt Spree-Havel.

## Lage
Am Westende des Griebnitzsees bildet ein rund 400 Meter langer Kanal die Verbindung zur Glienicker Lake. Am Ostende bei Kohlhasenbrück mündet die Kanalstrecke des Teltowkanals ein und zweigt der Griebnitzkanal nach Nordosten ab. Über den Griebnitzkanal kann je nach Wasserführung der Havel und der Spree entweder Havelwasser von Norden zufließen oder Spreewasser aus dem Teltowkanal nach Norden abfließen, wobei letzteres überwiegt.
Die Parkbrücke am Nordwestende des Sees verbindet das südwestlich des Sees gelegene Neubabelsberg mit dem nördlich des Sees gelegenen Potsdamer Stadtteil Klein Glienicke, der im Westen, Norden und Osten vom Berliner Ortsteil Wannsee umschlossen ist. Die Standorte Babelsberg und Park Babelsberg der Universität Potsdam befinden sich in unmittelbarer Nähe, ebenso eine ganze Reihe von neu restaurierten Villen prominenter Persönlichkeiten. 
Unweit südlich des Sees verlaufen die Bahnstrecke Berlin–Magdeburg und die S-Bahn mit dem Bahnhof Griebnitzsee als gleichnamige Haltestelle der S-Bahn und der Regionalbahn in Richtung Potsdamer Zentrum bzw. Golm und Wustermark.
Durch fast den gesamten See etwa mittig verläuft die Grenze zwischen den Ländern Brandenburg und Berlin. Ein kleiner Teil am westlichen Ende des Sees gehört vollständig zu Brandenburg, ebenso wie der Verbindungskanal zwischen Griebnitzsee und der Glienicker Lake, und der nordöstlichste Teil mit den Einmündungen von Griebnitz- und Teltowkanal liegt vollständig in Berlin.
Das am Nordufer des Griebnitzsees angrenzende Waldgebiet gehört zum EU-Vogelschutzgebiet Westlicher Düppeler Forst.

## Geschichte
Während der Teilung Berlins lag die Grenze zwischen der DDR und West-Berlin, und damit quasi ein Teil der Berliner Mauer, in der Mitte des Sees. Der See war vom Babelsberger Ufer aus nicht zugänglich. 1962 ertrank der Flüchtling Günter Wiedenhöft beim Versuch durch den See aus der DDR zu fliehen.
Der bekannteste Anrainer des Griebnitzsees ist Volker Schlöndorff; ebenfalls residiert dort die Bundesgeschäftsstelle der Friedrich-Naumann-Stiftung für die Freiheit, die die Truman-Villa gekauft und saniert hat.

## Kontroverse um den Uferweg

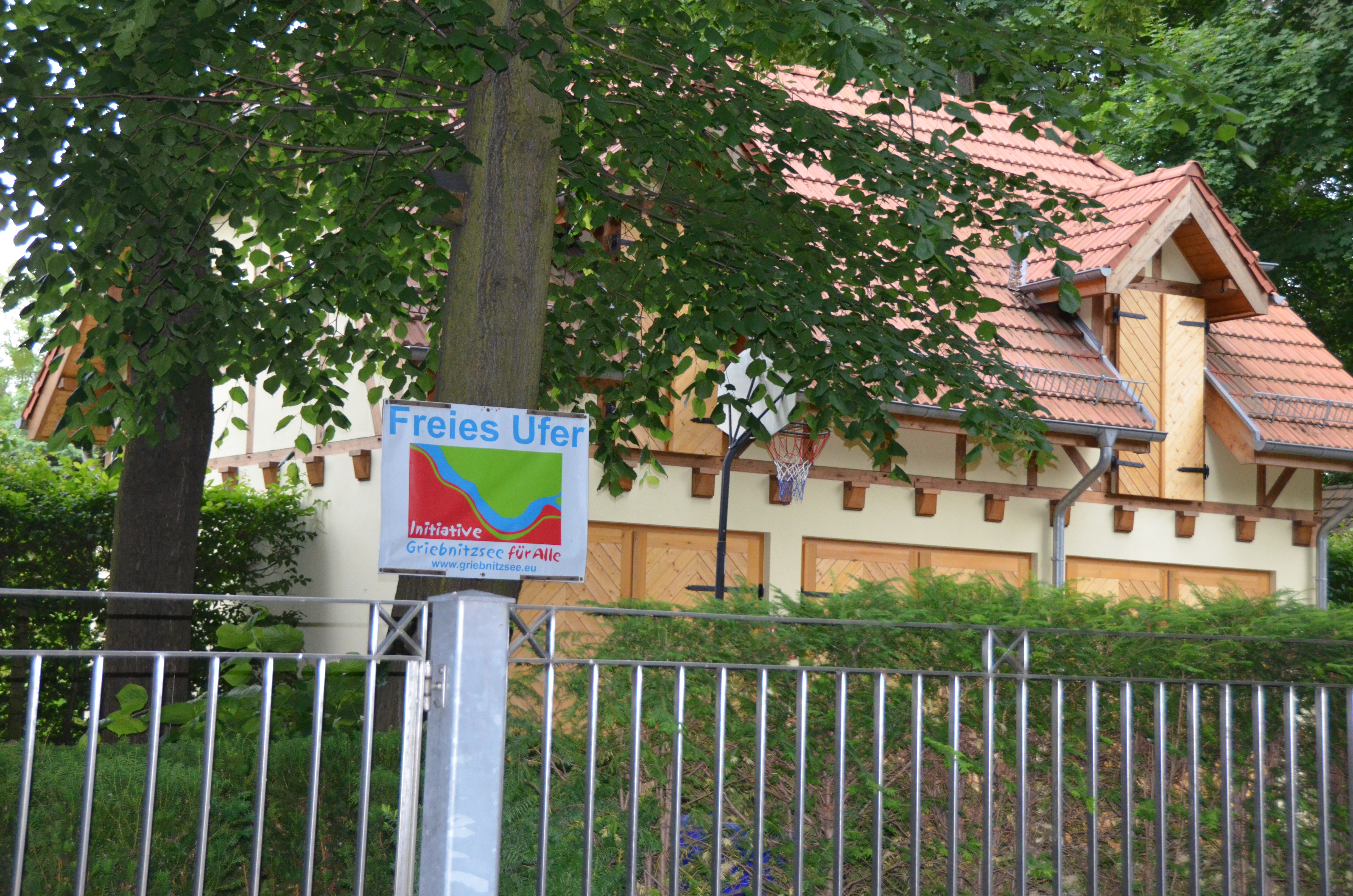
Geburtshaus von Peter Weiss, Nachbargrundstück

Die erste urkundliche Erwähnung fand im Jahr 1382 als Gribenicz statt.
Infolge der politischen Wende 1989 entstand nach dem Rückbau der Grenzsicherungsanlage am Babelsberger Ufer ein faktischer Weg, der den ehemaligen Kolonnenweg der Grenzposten zum Teil nutzte. Bis 1989 war der Weg laut einer von mehreren Anwohnern beantragten gerichtlichen Feststellung nicht öffentlich zugänglich, weder zu DDR-Zeiten noch früher, als die Ufergrundstücke den zumeist jüdischen Villenbesitzern gehörten, bevor sie durch die Nationalsozialisten nach 1933 oder durch die DDR nach 1949 illegal enteignet wurden.
Im Jahr 2004 sprachen sich 7000 Potsdamer und Berliner Bürger in einer Unterschriftenaktion für den Erhalt des Uferweges und eine öffentliche Zugänglichkeit der Uferflächen bis zum Wasser aus. Der Bebauungsplan Nr. 8, der einen öffentlichen Uferweg und die Betretbarkeit der Uferflächen bis zum Wasser sichert, wurde von der Potsdamer Stadtverordnetenversammlung am 7. November 2007 einstimmig beschlossen. Mehrere Grundstückseigentümer mit Seezugang klagten erfolgreich gegen diesen Bebauungsplan, das OVG erklärte ihn für unwirksam. Eine Widmung des Weges als öffentlicher Weg wurde vom Verwaltungsgericht Potsdam am 5. Februar 2009 abgelehnt. Auch ein naturschutzrechtliches Betretungsrecht besteht nicht, wie das Oberverwaltungsgericht Berlin-Brandenburg am 2. April 2009 urteilte. Einige Anwohner nahmen daraufhin am 18. April 2009 ihre Grundstücke wieder in Besitz, was ihnen teils seit den 1930er Jahren verwehrt worden war. Zur Einrichtung eines Uferweges gründete sich die Bürgerinitiative „Griebnitzsee für Alle“, die die Errichtung eines Uferparks mit Bezügen zur Geschichte des letzten unbebauten Mauerweges um West-Berlin anstrebt. Die Stadt Potsdam verabschiedete 2012 einen erneuten Bebauungsplan Nr. 125, der allerdings aufgrund von formalen Problemen geändert und im April 2016 endgültig beschlossen wurde. Dieser Plan sieht ebenfalls einen durchgehenden öffentlichen Uferweg am Griebnitzsee für Fußgänger und Radfahrer vor. Er diente bereits als Grundlage für die Genehmigung und Errichtung privater Bootshäuser und Stege. Das Oberverwaltungsgericht Berlin-Brandenburg (OVG) hat den 23 Normenkontrollklagen von planbetroffenen Eigentümern stattgegeben und diesen Bebauungsplan ebenfalls für unwirksam erklärt. Das Bundesverwaltungsgericht hat die Beschwerde gegen die Nichtzulassung der Revision 2020 verworfen, das Urteil des OVG ist damit rechtskräftig. Die Landeshauptstadt Potsdam hat nach eigenen Angaben mehrere Millionen Euro in die Beratung zu den unwirksamen Plänen investiert. Die Landeshauptstadt Potsdam hat im September 2021 einen Aufstellungsbeschluss für einen neuen, dritten Bebauungsplan Nr. 174 gefasst (Stand: Herbst 2021).